# Franz (Mondkrater)
Franz ist ein Einschlagkrater auf der nordöstlichen Mondvorderseite, zwischen Mare Tranquillitatis und Sinus Amoris.
Der Krater ist sehr stark erodiert, das Innere wurde von den Laven des angrenzenden Mare überflutet und ist daher relativ eben.
Der Krater wurde 1935 von der IAU nach dem deutschen Astronomen Julius Franz offiziell benannt.